# Subrahmanyan Chandrasekhar
Subrahmanyan Chandrasekhar ili Subrahmanian Chandrasekhar (tamilski: சுப்பிரமணியன் சந்திரசேகர்; Lahore, 19. listopada 1910. - Chicago, 21. kolovoza 1995.), američki astrofizičar pakistanskog podrijetla. Subrahmanyan je patronim, a Chandrasekhar osobno ime. Doktorirao (1933.) na Sveučilištu u Cambridgeu. Pridonio razumijevanju strukture zvijezda, posebno tumačenju naravi bijelih patuljaka te dinamici zvijezda i teoriji relativnosti. Za tumačenje fizikalnih procesa kasnih razvojnih faza zvijezda velike mase podijelio Nobelovu nagradu za fiziku 1983. s W. A. Fowlerom. Član Kraljevskog društva (eng. Royal Society) od 1944. Bio je glavni urednik astrofizičkog časopisa Astrophysical Journal (od 1952. do 1971.).

## Životopis
Iz obitelji je tamilskih brahmana, a mjesto rođenja mu je u današnjem Pakistanu, ondašnjoj Britanskoj Indiji. Zajedno s W. A. Fowlerom je 1983. dobio Nobelovu nagradu za fiziku za ključna otkrića koja su dovela do danas prihvaćene teorije o kasnim evolucijskim fazama masivnih zvijezda. Bio je nećak nobelovca C. V. Ramana, koji je dobio Nobelovu nagradu za fiziku 1930. Radio je na čikaškom sveučilištu od 1937. sve do smrti 1995. u dobi od 84 godine. 1953. je godine dobio američko državljanstvo. Njemu u čast se zovu svemirski teleskop Chandra i broj Chandrasekharov broj.

## Bijeli patuljak
Bijeli patuljak je mala zvijezda visoke površinske temperature (do 150 000 K) i velike gustoće (približno Zemljina volumena, a Sunčeve mase). Kada se potroši nuklearno gorivo zvijezde mase između 0,07 i 10 Sunčevih masa (nakon stadija crvenoga diva i planetarne maglice), gravitacijska sila sažima jezgru zvijezde do gustoće pri kojoj odbojna sila među česticama tvari (tlak degeneriranoga plina) postane dovoljno velika da zaustavi sažimanje. Što je bijeli patuljak veće mase, djeluje veća gravitacijska sila, veći je hidrostatski tlak, veća gustoća i manji njegov volumen. Najveća je moguća masa bijeloga patuljka 1,4 Sunčeve mase, naziva se Chandrasekharova granica, a dosad pronađeni patuljak najmanje mase pet puta je manje mase od Sunčeve, a volumen mu je poput Saturnova.

### Chandrasekharova granica
Chandrasekharova granica je najveća masa (1,39 Sunčeve mase, to jest 2,765 · 1030 kg) koju može imati bijeli patuljak. Chandrasekhar ju je izračunao 1930. Zvijezda veće mase nakon što iscrpi svoje nuklearno gorivo postaje neutronska zvijezda ili crna rupa.

## Glavna djela
Glavna djela su mu: 
- Uvod u spoznavanje strukture zvijezda (eng. An Introduction to the Study of Stellar Structure, 1939.),
- Načela dinamike zvijezda (eng. Principles of Stelar Dynamics, 1942.),
- Fizika plazme (eng. Plasma Physics, 1960.),
- Matematička teorija crnih rupa (eng. The Mathematical Theory of Black Holes, 1983.).